# Gulhätta
Gulhätta (Mycena citrinomarginata) är en svampart som beskrevs av Gillet 1876. Enligt Catalogue of Life ingår Gulhätta i släktet Mycena,  och familjen Mycenaceae, men enligt Dyntaxa är tillhörigheten istället släktet Mycena,  och familjen Favolaschiaceae. Arten är reproducerande i Sverige. Inga underarter finns listade i Catalogue of Life.